# Вормлісбург (Пенсільванія)
Вормлісбург (англ. Wormleysburg) — місто (англ. borough) в США, в окрузі Камберленд штату Пенсільванія. Населення — 3043 особи (2020).

## Географія
Вормлісбург розташований за координатами 40°15′37″ пн. ш. 76°54′36″ зх. д. / 40.26028° пн. ш. 76.91000° зх. д. (40.260291, -76.910127).  За даними Бюро перепису населення США в 2010 році місто мало площу 2,09 км², з яких 2,06 км² — суходіл та 0,03 км² — водойми.

## Демографія
Згідно з переписом 2010 року, у селищі мешкало 3070 осіб у 1428 домогосподарствах у складі 754 родин. Густота населення становила 1471 особа/км².  Було 1530 помешкань (733/км²).
Расовий склад населення:
| - 79,1 % — білих - 12,6 % — азіатів - 4,6 % — чорних або афроамериканців - 0,3 % — корінних американців - 0,1 % — вихідців з тихоокеанських островів |

До двох чи більше рас належало 2,4 %. Частка іспаномовних становила 3,7 % від усіх жителів.
За віковим діапазоном населення розподілялося таким чином: 18,6 % — особи молодші 18 років, 67,2 % — особи у віці 18—64 років, 14,2 % — особи у віці 65 років та старші. Медіана віку мешканця становила 34,1 року. На 100 осіб жіночої статі у селищі припадало 98,1 чоловіків;  на 100 жінок у віці від 18 років та старших — 95,6 чоловіків також старших 18 років.
Середній дохід на одне домашнє господарство  становив 78 605 доларів США (медіана — 53 487), а середній дохід на одну сім'ю — 89 278 доларів (медіана — 76 731). Медіана доходів становила 63 631 долар для чоловіків та 41 389 доларів для жінок. За межею бідності перебувало 17,0 % осіб, у тому числі 28,1 % дітей у віці до 18 років та 9,1 % осіб у віці 65 років та старших.
Цивільне працевлаштоване населення становило 1735 осіб. Основні галузі зайнятості: освіта, охорона здоров'я та соціальна допомога — 19,3 %, науковці, спеціалісти, менеджери — 15,7 %, роздрібна торгівля — 11,9 %, фінанси, страхування та нерухомість — 11,4 %.